# Eileen
Eileen (auch Aileen, Ayleen) ist ein weiblicher Vorname.

## Herkunft und Bedeutung
Der Vorname ist die englische Form der irischen Namen Eibhlin bzw. Ailbhlin. Die Bedeutung ist „das Licht“ oder „die Helle“. Der Name wird auch als irische Form von Helen / Helene gedeutet, was auch  „leuchtend, strahlend, glänzend“ bedeutet. Auch mit Evelyn wird der Name in Verbindung gebracht. Der Name findet sich weitreichend im englischsprachigen Raum wieder.
Der türkische Vorname Aylin hat eine andere Herkunft und wird etwas anders ausgesprochen.

## Varianten
- Aileen, Ailin, Ailyn, Ailine, Ayleen, Aylin, Alleen
- Evelyn, Evelyne, Eveleen
- Elain, Elaine
- Eileen, Eilene, Eilien, Eilin,
- Eyleen, Eylin, Eyline
- Elly
- Eilen (norwegisch, dänisch)

## Namensträgerinnen
Eileen:
- Eileen Agar (1899–1991), britische Malerin und Fotografin
- Eileen Atkins (* 1934), britische Schauspielerin und Drehbuchautorin
- Eileen Barker (* 1938), britische Professorin für Soziologie, Verfasserin von Studien über Sekten und neue religiöse Bewegungen
- Eileen Barton (1924–2006), US-amerikanische Sängerin und Fernsehmoderatorin
- Eileen Brennan (1932–2013), US-amerikanische Schauspielerin
- Eileen Mary Challans (1905–1983), britische Schriftstellerin
- Eileen Collins (* 1956), US-amerikanische Astronautin
- Eileen Costello (1870–1962), irische Politikerin, Schriftstellerin, Lehrerin und Volkskundlerin
- Eileen Daly (* 1963), britische Schauspielerin und Sängerin
- Eileen Davidson (* 1959), US-amerikanische Schauspielerin
- Eileen Davies (* 1948), britische Filmschauspielerin
- Eileen Derbyshire (* 1931), britische Schauspielerin
- Eileen Desmond (1932–2005), irische Politikerin der Irish Labour Party
- Eileen Dietz (* 1944), US-amerikanische Schauspielerin
- Eileen Duggan (1894–1972), neuseeländische Dichterin und Schriftstellerin
- Eileen Essell (1922–2015), britische Schauspielerin
- Eileen Farrell (1920–2002), US-amerikanische Opernsängerin (Sopran)
- Eileen Gray (1878–1976), irische Architektin und Designerin
- Eileen Guppy (1903–1980), britische Geologin und Petrologin
- Eileen Heckart (1919–2001), US-amerikanische Schauspielerin
- Eileen Herlie (1918–2008), britische Schauspielerin in Theater, Film und Fernsehen
- Eileen Hiscock (1909–1958), britische Leichtathletin und Olympiateilnehmerin
- Eileen Ingham (* 1954), britische Immunologin
- Eileen Joyce (1912–1991), australische Pianistin
- Eileen Kramer (1914–2024), australische Tänzerin, Choreografin, Malerin und Autorin
- Eileen Law (1900–1978), kanadische Oratorien- und Opernsängerin (Kontra-Alt) sowie Musikpädagogin
- Eileen Mandir (* 1981), deutsche Systemtheoretikerin und Hochschullehrerin
- Eileen Pollock (1926–2012), US-amerikanische Drehbuchautorin und Fernsehproduzentin
- Eileen Power (1889–1940), britische Wirtschaftshistorikerin
- Eileen Joyce Rutter (* 1945), britische Schriftstellerin
- Eileen Ryan (1927–2022), US-amerikanische Schauspielerin
- Eileen Scanlon (* 1951), britische Professorin für Open Education
- Eileen Sheridan (1923–2023), britische Radsportlerin (Zeitfahren und Rekordfahrten)
- Eileen Sedgwick (1898–1991), US-amerikanische Schauspielerin
- Eileen Soper (1905–1990), britische Radiererin, Illustratorin von Kinder- und Tierbüchern
- Eileen Tranmer (1910–1983), britische Musikerin (Klarinette) und Schachspielerin
- Eileen Walsh (* 1977), irische Schauspielerin
- Eileen Wearne (1912–2007), australische Leichtathletin (Sprinterin)
- Eileen Zillmer (* 1952), deutsche Eiskunstläuferin

Aileen:
- Aileen Armitage (* 1930), britische Schriftstellerin
- Aileen Baviera (1959–2020), philippinische Politologin und Sinologin
- Aileen Campbell (* 1980), schottische Politikerin (SNP)
- Aileen Crowley (* 1994), irische Ruderin
- Aileen Fox (1907–2005), britische Archäologin
- Aileen Frisch (* 1992), deutsch-südkoreanische Rennrodlerin
- Aileen Getty (* 1957), US-amerikanische Schauspielerin und Regisseurin
- Aileen Geving (* 1987), US-amerikanische Curlerin
- Aileen de Graaf (* 1990), niederländische Dartspielerin
- Aileen McLeod (* 1971), schottische Politikerin (SNP)
- Aileen Meagher (1910–1987), kanadische Leichtathletin und Olympiateilnehmerin
- Aileen Oeberst, deutsche Psychologin
- Aileen Pringle (1895–1989), US-amerikanische Schauspielerin
- Aileen Quinn (* 1971), US-amerikanische Musicaldarstellerin und Filmschauspielerin
- Aileen Reid (* 1982), irische Triathletin
- Aileen Riggin (1906–2002), US-amerikanische Wasserspringerin und Schwimmerin
- Aileen Travers (* 1966), schottische Badmintonspielerin
- Aileen Ward (1919–2016), US-amerikanische Literaturwissenschaftlerin
- Aileen Wuornos (1956–2002), US-amerikanische Serienmörderin

## Künstlernamen
- Eileen (* 1941), US-amerikanische Sängerin und Songwriterin
- Eileen (* 1988), Künstlername der ukrainischen Sängerin Olena Androssowa

## Weiteres
- Eileen (Alaska), Abbaugebiet für Methanhydrat in Alaska
- Eileen (Wisconsin), Town(ship) im Bayfield County, Wisconsin
- Eileen (Film), US-amerikanischer Spielfilm von William Oldroyd
- Eileen (Roman), Roman der US-amerikanischen Schriftstellerin Ottessa Moshfegh
- AILEEN, deutsches Musikduo

## Nachweise
1. ↑  baby-vornamen.de: Eileen